# 2508 Alupka
2508 Alupka è un asteroide della fascia principale. Scoperto nel 1977, presenta un'orbita caratterizzata da un semiasse maggiore pari a 2,3683607 UA e da un'eccentricità di 0,1270483, inclinata di 6,08079° rispetto all'eclittica.
Porta il nome di Alupka, una cittadina sulla costa meridionale della Crimea.